# Catalpa purpurea
Catalpa purpurea — вид квіткових рослин з родини біньйонієвих (Bignoniaceae).

## Поширення
Зростає на сході Куби й у Гаїті (о. Гонав).